# Тритий
Три́тий (др.-греч. τρίτος «третий») — радиоактивный изотоп водорода. Обозначается T или 3H. Ядро трития состоит из протона и двух нейтронов, его называют тритоном.
В природе тритий образуется в верхних слоях атмосферы при соударении частиц космического излучения с ядрами атомов, например, азота. В процессе распада тритий превращается в 3He с испусканием электрона и антинейтрино (бета-распад), период полураспада — 12,32 года. Доступная энергия распада очень мала (18,59 кэВ), средняя энергия электронов 5,7 кэВ.
Тритий открыт английскими учёными Эрнестом Резерфордом, Маркусом Олифантом и Паулем Хартеком в 1934 году. Название для этого изотопа было предложено на случай открытия ещё до него, 15 июня 1933 года, Юри, Мерфи и Брикведде в том же письме редактору научного журнала «The Journal of Chemical Physics», где они предложили названия для двух известных изотопов водорода — протия и дейтерия.
Используется в биологии и химии как радиоактивная метка, в экспериментах по исследованию свойств нейтрино, в термоядерном оружии как источник нейтронов и одновременно термоядерное горючее, в геологии для датирования природных вод. Промышленный тритий получают облучением лития-6 нейтронами в ядерных реакторах по следующей реакции:
{\displaystyle {}\mathrm {{}_{3}^{6}Li} +\mathrm {n} \rightarrow \mathrm {{}_{1}^{3}H} +\mathrm {{}_{2}^{4}He} }.

## Радиационная опасность трития
Тритий имеет период полураспада (12,32 ± 0,02) года. Реакция распада трития имеет следующий вид:
{\displaystyle {}\mathrm {{}_{1}^{3}H} \rightarrow \mathrm {{}_{2}^{3}He^{1+}} +e^{-}+{\bar {\nu }}_{e}}.
При этом выделяется 18,59 кэВ энергии, из них на электрон (бета-частицу) приходится в среднем 5,7 кэВ, а на электронное антинейтрино — оставшаяся часть. Образовавшиеся бета-частицы распространяются в воздухе всего на 6,0 мм и не могут преодолеть даже верхний слой кожи человека.
В силу малой энергии распада трития испускаемые электроны хорошо задерживаются даже простейшими преградами типа одежды или резиновых хирургических перчаток. Тем не менее, этот изотоп представляет радиационную опасность при вдыхании, поглощении с пищей, впитывании через кожу. Единичный случай употребления тритиевой воды не приводит к длительному накоплению трития в организме, так как его период полувыведения — от 7 до 14 дней.

## Производство и потребность
По данным отчета Institute for Energy and Environmental Research 1996 года, в США с 1955 года было произведено около 225 кг трития.
В конце XX — начале XXI века наработка ведется на Watts Bar-1 путём облучения TPBAR (англ. tritium-producing burnable absorber rods), планируется также использование АЭС Секвойя. Переработку и выделение трития проводят на Tritium Extraction Facility, Саванна-Ривер.
В СССР и России тритий производился на реакторах АИ, АВ-3, ОК-180, ОК-190, РУСЛАН, Л-2; изотоп выделяется на заводе РТ-1 (ПО «Маяк»).
Значительные количества трития (до 2,5—3,5 кг) для гражданских применений производит Канада на 21 тяжеловодном реакторе. Выделение изотопа — компания «Онтарио Хайдро», Дарлингтон.
Мировая коммерческая потребность в тритии на 1995 год составляет ежегодно около 400 г, и ещё порядка 2 кг требовалось для поддержания ядерного арсенала США (7 кг для всех мировых военных потребителей). Около 4 кг трития в год образуется на АЭС, но не извлекается.
Большие количества трития потребуются для термоядерной энергетики: например, для запуска ITER потребуется как минимум около 3 кг трития, для запуска DEMO понадобится 4—10 кг. Гипотетический тритиевый реактор потреблял бы 56 кг трития на производство 1 ГВт·года электроэнергии, тогда как всемирные запасы трития на 2003 год составляли всего 18 кг.
По словам Яна Беранека, политика и активиста из организации «Гринпис» и чешской партии зелёных, в 2010 году производство одного килограмма трития обходилось в 30 млн долларов.

## Применение
В 2012 году канадская фирма City Labs представила радиоизотопные генераторы электричества сверхмалой мощности на базе трития, способные питать различные микроэлектронные устройства, таких как RFID-метки, автономные датчики, медицинские имплантаты. При цене порядка 1000 долларов срок службы генератора составляет около 20 лет.
Тритий используется в источниках подсветки в военных и гражданских приборах.
Также используется для создания начальной ионизации в ксеноновых дуговых лампах, некоторых неоновых лампах[неоднозначная ссылка], рассчитанных на низкое напряжение работы[уточнить], разрядниках. Он добавляется в рабочую смесь газов газоразрядного прибора в небольших активностях (до 0,1 мкКи).
Применяется в нейтронных генераторах — мишень изготавливается из тритида титана, а сама трубка нейтронного генератора заполняется газообразным дейтерием.
Применяется в ядерном и термоядерном оружии, либо в виде дейтерий-тритиевой смеси (бустинг), нагнетаемой в сферическую полость плутониевого заряда, и в виде примеси к дейтериду лития (тритид лития) в термоядерной ступени. Реакция D + T является источником быстрых нейтронов, вызывающих деление урана-238.
Огромное значение тритий имеет для управляемого термоядерного синтеза.